# Hacienda Del Sol Guest Ranch Resort
L'Hacienda Del Sol Guest Ranch Resort est un hôtel américain situé à Tucson, dans le comté de Pima, en Arizona. Installé dans un ancien pensionnat pour filles construit dans le style Pueblo Revival par John et Helen Murphey en 1929, cet établissement est membre des Historic Hotels of America depuis 2009 et des Historic Hotels Worldwide depuis 2014.